# Campynemanthe parva
Campynemanthe parva är en enhjärtbladig växtart som beskrevs av Peter Goldblatt. Campynemanthe parva ingår i släktet Campynemanthe och familjen Campynemataceae. Inga underarter finns listade.